# Малайзийско-непальские отношения
Малайзийско-непальские отношения — двусторонние дипломатические отношения между Малайзией и Непалом. Государства являются членами Организации Объединённых Наций и Всемирной торговой организации. 

## История
Государства установили дипломатические отношения 1 января 1960 года. Двусторонние отношения между Малайзией и Непалом развивались на исторической основе. В мае 1978 года и сентябре 1985 года король Непала Бирендра вместе со своей супругой королевой Айшварьей посетили Малайзию с неофициальным визитом. В июне 2003 года в Куала-Лумпуре была открыта резидентская миссия Непала.
Непал также является одним из основных источников рабочей силы для Малайзии, помимо Индии, Бангладеш, Индонезии, Мьянмы, Вьетнама и Филиппин. В 2001 году было подписано соглашение, позволяющее рабочей силе из Непала работать в Малайзии. В настоящее время почти 500 000 непальцев работают в различных секторах Малайзии. Одна из причин, по которой многие непальские рабочие едут в Малайзию, связана с отсутствием работы в их родной стране.

## Торговля
В 2013 году объём товарооборот между странами составил сумму около 35 миллионов долларов США, при этом основным экспортом Малайзии в Непал являлись детали машинного оборудования и транспортных средств, растительные масла, электрооборудование и приборы, мебель и детали, пластмассы и другие химические продукты. Экспорт Непала в Малайзию: бумага, табак, пшеничная мука, кофе, чай, мате и специи, электрические машины и оборудование, произведения искусства, предметы коллекционирования и антиквариат. Также было подписано несколько меморандумов о взаимопонимании для увеличения товарооборота между двумя странами. Государства также находятся в процессе развития туризма и культурных связей. Кроме того, правительство Непала приветствует любые инвестиции Малайзии в свою страну.

## Дипломатические представительства
- Малайзия имеет посольство в Катманду[10].
- Непал содержит посольство в Куала-Лумпуре[11].